# Березниковское сельское поселение (Бабушкинский район)
Березниковское сельское поселение — сельское поселение в составе Бабушкинского района Вологодской области.
Административный центр — село Воскресенское.

## География
| Населённый пункт    | ОКАТО          | Рег. номер | Расстояние до районного центра, км | Координаты                      |
| ------------------- | -------------- | ---------- | ---------------------------------- | ------------------------------- |
| деревня Борисово    | 19 208 808 002 | 283        | 90                                 | 59°27′55″ с. ш. 44°07′23″ в. д. |
| деревня Васильево   | 19 208 808 016 | 282        | 78                                 | 59°28′32″ с. ш. 43°58′10″ в. д. |
| деревня Волгино     | 19 208 808 003 | 285        | 85                                 | 59°29′25″ с. ш. 44°03′21″ в. д. |
| село Воскресенское  | 19 208 808 001 | 284        | 78                                 | 59°28′14″ с. ш. 43°58′27″ в. д. |
| деревня Горка       | 19 208 808 007 | 287        | 90                                 | 59°22′57″ с. ш. 43°57′00″ в. д. |
| деревня Грушино     | 19 208 808 006 | 288        | 91                                 | 59°27′12″ с. ш. 44°09′00″ в. д. |
| деревня Дмитриево   | 19 208 808 008 | 289        | 90                                 | 59°27′21″ с. ш. 44°08′01″ в. д. |
| деревня Душнево     | 19 208 808 009 | 290        | 79                                 | 59°28′15″ с. ш. 43°59′25″ в. д. |
| деревня Житниково   | 19 208 808 010 | 291        | 82                                 | 59°26′47″ с. ш. 43°57′40″ в. д. |
| деревня Легитово    | 19 208 808 011 | 293        | 90                                 | 59°23′03″ с. ш. 43°57′54″ в. д. |
| деревня Минькино    | 19 208 808 012 | 294        | 86                                 | 59°29′29″ с. ш. 44°04′27″ в. д. |
| деревня Скородумово | 19 208 808 015 | 297        | 85                                 | 59°25′13″ с. ш. 43°55′33″ в. д. |

| Упразднённые населённые пункты | ОКАТО          | Рег. номер | Расстояние до районного центра, км | Координаты                      |
| ------------------------------ | -------------- | ---------- | ---------------------------------- | ------------------------------- |
| деревня Гарёвка                | 19 208 808 005 | 286        | 107                                | 59°24′18″ с. ш. 44°22′02″ в. д. |
| деревня Павлово                | 19 208 808 013 | 295        | 87                                 | 59°24′36″ с. ш. 43°54′23″ в. д. |
| деревня Погорелово             | 19 208 808 014 | 296        | 90                                 | 59°23′40″ с. ш. 43°57′13″ в. д. |

## История
В 1999 году был утверждён список населённых пунктов Вологодской области. Согласно этому списку в Березниковский сельсовет входили 15 населённых пунктов, центром была деревня Васильево.
4 июня 2001 года центр сельсовета был перенесён в село Воскресенское.
1 января 2006 года в соответствии с Федеральным законом № 131 «Об общих принципах организации местного самоуправления в Российской Федерации» образовано Березниковское сельское поселение, в его состав вошёл Березниковский сельсовет.

## Население
| 2011 | 2012 | 2013 | 2014 | 2015 | 2016 | 2017 | 2018 | 2019 |
| ---- | ---- | ---- | ---- | ---- | ---- | ---- | ---- | ---- |
| 597  | ↘588 | ↘562 | ↘529 | ↘489 | ↘466 | ↘457 | ↗466 | ↘450 |
| 2020 | 2021 |      |      |      |      |      |      |      |
| ↘439 | ↘390 |      |      |      |      |      |      |      |

## Состав сельского поселения
| №  | Населённый пункт | Тип населённого пункта       | Население |
| -- | ---------------- | ---------------------------- | --------- |
| 1  | Борисово         | деревня                      | 5         |
| 2  | Васильево        | деревня                      | 179       |
| 3  | Волгино          | деревня                      | 4         |
| 4  | Воскресенское    | село, административный центр | ↘334      |
| 5  | Горка            | деревня                      | 7         |
| 6  | Грушино          | деревня                      | 0         |
| 7  | Дмитриево        | деревня                      | 5         |
| 8  | Душнево          | деревня                      | 67        |
| 9  | Житниково        | деревня                      | 0         |
| 10 | Легитово         | деревня                      | 0         |
| 11 | Минькино         | деревня                      | 0         |
| 12 | Скородумово      | деревня                      | 3         |

### Упразднённые населённые пункты
В 2020 году упразднена деревня Гарёвка.
В 2023 году упразднены деревни Павлово и Погорелово.

## Экономика
- Крупные организации: Березниковское сельпо, МОУ «Васильевская СОШ».
- Проходит ведомственная железнодорожная ветка, расположена железнодорожная станция Юза.
- Ежегодно в июне отмечается день села.

## Природа
- На территории поселения 3 реки: Вохтома, Юза, Унжа Волжского бассейна.
- Преобладают леса хвойных пород.